# Тимоти Хатон
Тимоти Таркин Хатон (енгл. Timothy Tarquin Hutton; Малибу, 16. август 1960), амерички је позоришни, филмски и ТВ глумац.
Прославио се улогама у филмовима Обични људи (1980), Соко и Снешко Белић (1985), Мрачна половина (1993), Француски пољубац (1995), Генералова кћи (1999), Тајни прозор (2004), Кинси (2004), Добри пастир (2006), Последњи провод (2006), Писац из сенке (2010), Цена живота (2017), поред многих.